# Sjövik (naturreservat)
Sjövik är ett naturreservat i Ydre kommun i Östergötlands län.
Området är naturskyddat sedan 2012 och är 20 hektar stort. Reservatet omfattar en västsluttning vid en vik av Sommen, med gården Sjövik på en motstående udde i sjön. Reservatet består av tall och en del ek på höjderna och gran och asp i sluttningarna. 